# Xihuitltemoc I
Xihuiltemoc I (Descendió el Cometa, en náhuatl) fue un Tlatoani del Altépetl Tecpan-Xochimilco. Según los Anales de Chimalpahin, se entroniza en el año Siete
Pedernal (Chicome Técpatl Xíhuitl), cerca de 1460 d. C. y es asesinado en Once Casa (Matlactli ihuan-Ce Calli Xíhuitl), cerca de 1477 d. C. después de haber gobernado dieciocho años.

#### México-Tenochtitlan, México-Tlatelolco y Tecpan-Xochimilco[3][2]
No pudiendo ayudar a los de Tlatelolco en su guerra contra los mexicanos buscaba la ocasión de sostenerla con Axayácatl. 
Habiendo llegado Xihuitlemoc a la corte de México jugó con el rey Axayácatl a la pelota pero siendo Xihuitlemoc primero se rehusó a ello, pues pensaba que si ganaba el rey se sentiría ultrajado.
Torquemada, Juan de

##### El Juego de Pelota[3][2]
Al fin acepta el mandato imperioso que le hizo Axayácatl y puso además el rey como premio al vencedor las rentas de este año, más varios pueblos entre los que estaban Xuchimilco; al fin ganó Xihuitltemoc y Axayácatl le entregó lo que había ganado.
Torquemada, Juan de

###### Asesinato[3][2]
Pero no sabiendo cómo quitárselo manda a unos servidores suyos a matarlo, los cuales lo hicieron echándole como para felicitarlo un sartal de rosas con lo que lo ahorcaron; así fué como Axayácatl no pagó su deuda.
Torquemada, Juan de